# Modelé
Pour l’article homonyme, voir modelé (art).

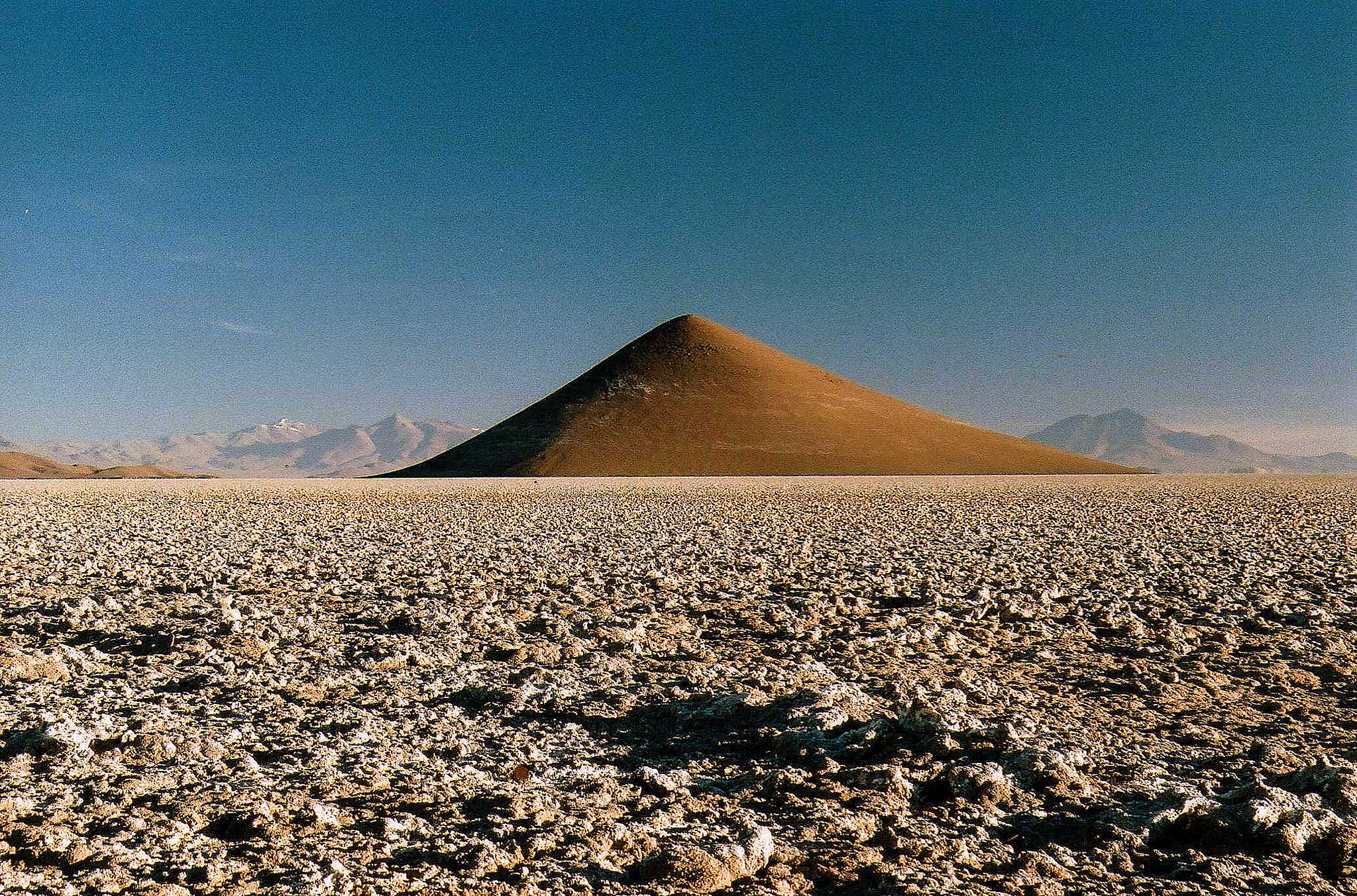
Le Cono de Arita en Salar d'Arizaro, Salta (Argentine).

Un modelé, en géomorphologie, est un ensemble de reliefs, de formes de terrain liées soit à un agent d’érosion, soit à un système d'érosion, soit encore à un type de roche. Les modelés et les reliefs structuraux constituent les deux principales catégories de formes de la surface terrestre.
Le géographe et géomorphologue Claude Klein distingue les espaces selon une géomorphologie naturaliste : mégaformes ou mégamodelés qui représentent essentiellement des effets de la tectonique des plaques, mésoformes ou mésomodelés qui s'expliquent de manière prépondérant par la dynamique des profils d'équilibre, et microformes ou micromodelés façonnés sous l'influence prédominante du climat (en particulier périglaciaire).

## Modelés et agents d'érosions

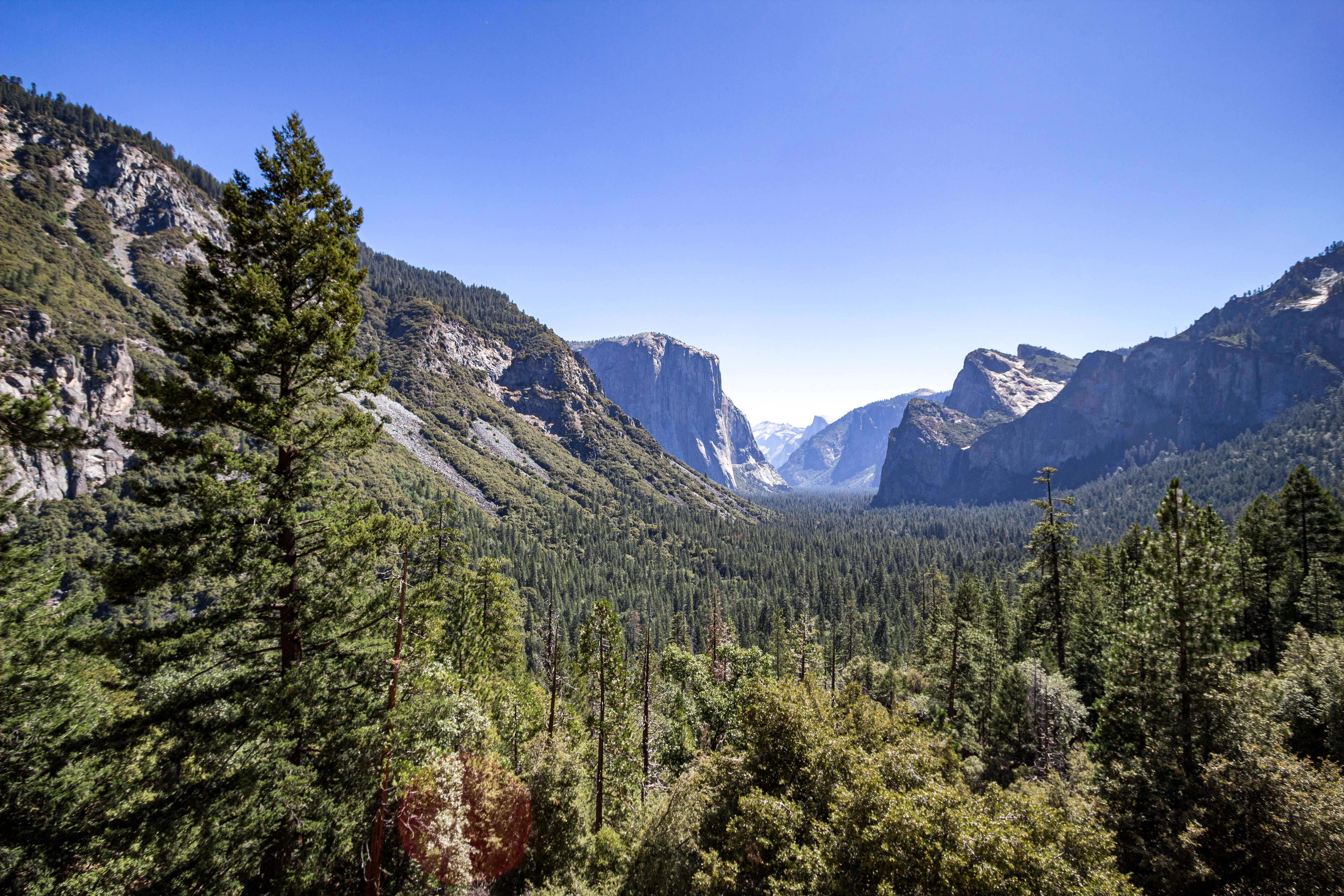
Vallée glaciaire du Yosemite, Californie, États-Unis.

Communément dans le cadre de la géomorphologie dynamique, on lie certains modelés à un agent d’érosion. Il en existe en conséquence plusieurs grands types. En voilà quelques exemples :
- le modelé glaciaire est le résultat de l'érosion provoquée par un glacier ; voici des exemples : moraine, drumlin, kame, esker, vallée glaciaire, cirque glaciaire, épaulement glaciaire, etc.
- le modelé fluvial correspond à l'action des eaux courantes ;
- le modelé éolien est lié à l'action du vent ;
- les modelés dits anthropiques sont la conséquence de certaines activités humaines.

## Modelés et systèmes d'érosion
Le terme modelé relève également de la géomorphologie climatique. On note en fait la prédominance des modelés polygéniques identifiables à l'échelle zonale. On distingue :
- les modelés des régions tropicales chaudes et humides[3] ;
- les modelés des régions arides chaudes.

Il existe cependant des modelés azonaux liés à des systèmes d'érosion ; c'est le cas des modelés littoraux où interviennent plusieurs agents d'érosion comme la mer et le vent. Cela n'exclut d'ailleurs pas des variations zonales. 

## Modelés et types de roche
Annie Reffay souligne qu'il existe bien « des modelés caractéristiques de certaines roches ». Fernand Joly retient les catégories suivantes : modelé des grès, modelé karstique, modelé des sables, modelé des roches plastiques. Les modelés karstiques concernent des roches aussi différentes que les calcaires et les quartzites.  relèvent également des agents d'érosion (dissolution des roches). 